# Methanocorpusculum
Genre
Espèces de rang inférieur
- Methanocorpusculum aggregans
- Methanocorpusculum bavaricum
- Methanocorpusculum labreanum
- Methanocorpusculum parvum
- Methanocorpusculum sinense

Methanocorpusculum est un genre d'archées méthanogènes de l'ordre des Methanomicrobiales.